# Анна Кашинская
А́нна Ка́шинская, в монашестве Софи́я, в схиме Анна (ок. 1280 — 2 октября 1368 года, Входно-Иерусалимская слобода под Кашином) — тверская княгиня, святая в Русской православной церкви, канонизированная в лике благоверных. Известна как драматической прижизненной судьбой (гибель почти всех родственников, междоусобица), так и не менее сложными посмертными перипетиями: борьба времён раскола Русской церкви в XVII веке привела к деканонизации только что прославленной святой — прецеденту в истории Русской церкви, а затем повторной канонизацией в 1909 году.

## Жизнь
Анна была дочерью ростовского князя Дмитрия Борисовича. 8 [15] ноября 1294 года вышла замуж за князя Михаила Ярославича Тверского (впоследствии канонизирован), 22 ноября 1318 года казнённого в Орде по приказу Узбек-хана. В 1326 году в Орде был казнён её сын Дмитрий Грозные Очи, а в 1339 году — другой сын Александр Михайлович Тверской и внук Фёдор Александрович.
Год её монашеского пострига неизвестен. В 1358 году 80-летняя княгиня, бабка князя Михаила Александровича, упоминается уже как монахиня София, вероятно, она тогда уже была настоятельницей Тверского женского монастыря во имя св. Афанасия. В 1361 году пожертвовала несколько сёл Тверскому Отрочу монастырю, куда ушёл на покой тверской епископ Феодор (также канонизирован). Приняла участие в похоронах святителя в 1367 году. В этом же году княгиня уехала из Твери в Кашин вслед за своим младшим сыном кашинским князем Василием Михайловичем, на короткое время захватившим Тверь и устроившим расправу над людьми своего племянника князя Михаила, который вскоре вновь его выбил из Твери при помощи литовцев. Там она и скончалась. Стала известна в миру как Анна Кашинская, хотя прожила в этом городе только последний год жизни. По житийной традиции, перед смертью она приняла схиму, вновь с именем Анны (на иконах часто изображается в схиме).

## Почитание

### Прославление
Останки Анны Кашинской были найдены в 1611 году в кашинской церкви во имя Пресвятой Богородицы, причём долгое время они были заброшены. По преданию, княгиня явилась пономарю Герасиму, исцелила его, а затем ещё нескольких больных. Началось почитание её останков как чудотворных мощей. В 1649 году по повелению царя Алексея Михайловича освидетельствование мощей Анны Кашинской произвели архиепископ Тверской и Кашинский Иона, архимандрит московского Андроникова монастыря Сильвестр и игумен московского Данилова монастыря Иоанн. Были зафиксированы новые чудеса. Тело по освидетельствовании оказалось нетленным, только небольшие тления оказались на лице и на ступнях ног. При этом было замечено, что правая рука лежит на груди, «согбенна яко благословящая», то есть с двуперстным древним перстосложением.
В честь святой Анны стали называть новорождённых младенцев. Закрытый гроб, где покоились мощи святой, стали украшать. Для поклонения святой благоверной княгине Анне и для открытия святых её мощей в Кашин отправился сам царь Алексей Михайлович вместе с супругой и со своими сёстрами, 21 (31) июля 1649 года в присутствии царя и при большом стечении народа мощи святой Анны были торжественно открыты. Царь повелел построить новый храм в честь Анны Кашинской, а духовенство Кашинского собора щедро одарил дарами. Царица и царевны трудились над вышиванием богатого покрова на мощи великой княгини, с лицевым её изображением и воздухов для богослужения. 12 июня 1650 года при участии царя и царицы состоялось перенесение мощей из ветхой деревянной Успенской церкви в соборную Воскресенскую.
На Соборе в Москве Анну Кашинскую причислили к лику святых. В постановили праздновать память святой Анны дважды в год: 2 октября, в день её преставления, и 21 июля, в день обретения её мощей. Вскоре после перенесения мощей (между 1650 и 1652) было составлено «Сказание об обретении и перенесении мощей святой Анны Кашинской». Службу на перенесение мощей по указу царя в Москве составил иеромонах Епифаний (Славинецкий) и привёз с собой на праздник прославления святой. Тропарь и канон на обретение мощей (21 июля) написали кашинские протоиерей Иван Наумов и посадский человек Семён Сухоруков. Несколько позже было написано житие Анны Кашинской. Скорее всего автором был старец Соловецкого монастыря Игнатий.

### Деканонизация
После окончательного соборного анафематствования старообрядцев («раскольников») продолжались споры между старообрядцами и новообрядцами о древности двуперстного перстосложения. Московский собор (1656 года) объявил всех крестящихся двуперстно еретиками и подражателями арменов, предал их анафеме, Большой Московский собор подтвердил это решение и снова предал анафеме всех крестящихся двуперстно.
Старообрядцы в подтверждение православия и большей древности двоеперстия, чем троеперстия, указывали на открытые для всеобщего обозрения мощи святой благоверной княгини Анны Кашинской, персты правой руки которой были сложены двуперстно, и каждый, придя в собор города Кашина, мог это увидеть в любое время. Это был очень сильный и убедительный аргумент в пользу древности двоеперстия.
В 1677 году в Кашин на поклонение святым мощам святой схимницы Анны — по примеру отца Алексея Михайловича — собирался царь Феодор Алексеевич, но не поехал.
Вместо этого 12—21 февраля 1677 года в Кашин по распоряжению патриарха Иоакима с целью утверждения нового перстосложения — троеперстия, борьбой со старообрядчеством и для утверждения «правильности» соборных решений была отправлена новая комиссия (Иосиф (митрополит Рязанский); Симеон (архиепископ Тверской); Варсонофий, игумен Доброго монастыря; протопоп собора Николая Гостунского Иоанн Лазарев), осмотревшая мощи княгини и обнаружившая «несогласия» с протоколами осмотра 1649 года, которые, в частности, утверждали, что правая рука княгини сложена двуперстно, что использовалось старообрядцами как аргумент в пользу своих убеждений. Осмотр 1677 года показал, что «правая рука в завитии погнулася, а длань и персты прямо, а не благословляющи». Кроме того, обнаружились многочисленные расхождения между недавно составленными житиями и летописями: так, в новых текстах утверждалось, что Анна была по происхождению не княжной, а боярышней, якобы родилась в Кашине, дата её смерти была изменена на 30 лет и т. п.
Комиссия объявила Анну Кашинскую несвятой, а святые мощи Анны Кашинской несвятыми и недостойными поклонения и целования. Комиссия распорядилась отобрать все иконы Анны Кашинской при раке её мощей, а также отобрать и уничтожить все украшения, которые были при раке. Сами мощи, которые лежали открыто в раке для всеобщего поклонения с двуперстным перстосложением, закопали в землю, могилу свели на нет, замуровали так, что от неё не осталось никаких следов, каменную крышку от гроба спрятали под полом в другом месте. Церковь в честь неё комиссия закрыла.
По распоряжению патриарха Иоакима были собраны два собора. Малый церковный собор в Москве в 1677 году подтвердил все действия комиссии, он принял решение не почитать Анну как святую, житие и молитвы считать ложными, имя её исключить из святцев, приделы и церкви, освящённые в её честь, переименовать. Великий собор 1678 года под председательством патриарха Иоакима, в котором участвовало пятеро митрополитов, шестеро архиепископов и много духовных властей, ещё раз подтвердил все предыдущие решения, а также запретил почитать княгиню Анну Кашинскую за святую, храм в честь княгини Анны переименовать в честь Всех святых. Было определено петь по Анне панихиды (а не служить молебны как святой). Житие святой Анны Собор 1678 года подвёл под анафему.

### Восстановление официального почитания
Спустя небольшое время после учреждения единоверия, с 1818 года Святейший синод разрешил включить имя Анны не в сам месяцеслов, а в указатель имён к месяцеслову, в нём писалась как «прп. Анна» под 2 октября без дополнительных пояснений. В «Полный месяцеслов Востока», изданный Сергием (Спасским) в 1876 году, имя Анны Кашинской не вошло.
В 1899—1901 годах началась негласная подготовка к восстановлению церковного почитания, в частности, возобновилась запись исцелений и иных чудес.
В 1908 году на повторную канонизацию было дано согласие Николая II. 11 апреля 1909 года Синод объявил днём памяти Анны 12 июня (25 июня н. ст. в XX и XXI веках) — годовщину перенесения мощей в 1650 году. В этот день в Кашине были совершены многолюдные торжества по случаю восстановления почитания святой, на которых присутствовала великая княгиня Елизавета Фёдоровна. В том же году в честь Анны Кашинской была освящена церковь в Петербурге, ставшая подворьем Кашинского Сретенского монастыря (с 1992 года подворье Введено-Оятского монастыря), а в 1914 году — церковь Серафима Саровского и Анны Кашинской на новом кладбище Донского монастыря в Москве.
Изъятые в 1930-х годах мощи святой Анны были возвращены Церкви в 1948 году и помещены в Вознесенском храме Кашина. После закрытия Вознесенского храма в 1960-х годах её мощи около четверти века лежали в церкви Святых Апостолов Петра и Павла. Когда Вознесенский храм был вновь открыт и отреставрирован, 25 июня 1993 года в него вернули раку с мощами святой.
В наше время Анна Кашинская почитается также в день своей кончины (2 октября ст. ст.) и в Соборе Тверских святых (1-е воскресенье после 29 июня ст. ст.).
В 2009 году мощи святой княгини находились для поклонения в Санкт-Петербурге, в церкви Святой Анны Кашинской подворья Введено-Оятского монастыря (самый первый русский храм, посвящённый этой святой). В том же году было подготовлено красочное издание подарочного формата — «Житие святой Анны Кашинской».
18 апреля 2023 года на очередном заседании Тверской городской Думы рассмотрели предложение главы Тверской митрополии митрополита Амвросия (Ермакова) о присвоении имени святой благоверной княгини Анны площади, расположенной перед новым Дворцом бракосочетания в Твери и приняли положительное решение. На площади установлен памятник святой Анне Кашинской и её супругу святому благоверному князю Михаилу Тверскому.

## В литературе
Анна Ахматова, «Причитание»:
И выходят из обители,

Ризы древние отдав,

Чудотворцы и святители,

Опираясь на клюки.

Серафим — в леса Саровские

Стадо сельское пасти,

Анна — в Кашин, уж не княжити,

Лён колючий теребить!
Дмитрий Балашов, «Великий стол»